# Ruta IO55 (Lima)
La ruta IO55 o "la V" es una ruta de transporte público del área metropolitana de Lima, que conecta los distritos de Santa Rosa y Ate. El trayecto de esta ruta consta de 89 o 90 paradas dependiendo de la dirección y dura aproximadamente 3 horas.

## Características
Esta ruta de transporte público es operada por la empresa Expreso Nueva Lima S.A.C., transitando por la urbe limeño-chalaca.

### Autorización
La ruta IO55 se encuentra autorizada por la Municipalidad Provincial del Callao (MPC) y la Autoridad de Transporte Urbano (ATU).

## Trayecto
Los autobuses de la ruta IO55 comienzan a operar a las 7:00 a.m. y terminan a las 10:00 p.m. por los distritos de Santa Rosa, Ventanilla, Callao, San Martín de Porres, Lima, La Victoria y El Agustino, Santa Anita y Ate Vitarte en las provincias de Callao y Lima; pasando por importantes lugares como el Mercado Unicachi, Refinería La Pampilla, el Grupo N° 8 de la FAP, la sede del Gobierno Regional del Callao, el Aeropuerto Internacional Jorge Chávez, la  Plaza Dos de Mayo, la Plaza Bolognesi, el Parque de la Exposición, la Plaza Miguel Grau y el Hospital Nacional Dos de Mayo.
También se conecta con el Metropolitano a través de las estaciones 2 de Mayo, Quilca, España y la Estación Central. Y con la Línea 1 del Metro de Lima con la Estación Miguel Grau, dentro de un futuro se podrá conectar con la Línea 2 del Metro de Lima con las estaciones Plaza Bolognesi, Estación Central y Nicolás Ayllón, Circunvalación, San Juan de Dios, Evitamiento, Óvalo Santa Anita, Colectora Industrial, Hermilio Valdizán, Mercado Santa Anita, Vista Alegre, Prol. Javier Prado y Municipalidad de Ate, y con la Línea 4 del Metro de Lima con las estaciones Gambetta, Canta Callao, Bocanegra y Aeropuerto.

### Terminales
Su terminal de ida se sabe que es en Santa Rosa, y su terminal de vuelta anteriormente era en Ate Vitarte, luego se trasladaron a una gasolinera ubicada en el cruce de Av. México con Av. Nicolás Ayllón.

### Recorrido
| Dirección               | Avenidas y calles |
| ----------------------- | --- |
| Ida Hacia Ate Vitarte   | Av. Playa Hondable - Av. Santa Rosa - Av. 150 Izquierda - Av. Caminos del Inca Izquierda - Av. Acceso A - Carretera A Playa Los Delfines - Av. La Playa/Acceso a Pachacútec - Av. Néstor Gambetta - Av. Elmer Faucett - Av. Tomás Valle - Av. Prol. Perú - Av. Perú - Av. Canadá - Av. Nicolás Dueñas - Av. Argentina - Jr. Ramón Cárcamo - Av. Óscar R. Benavides - Av. Alfonso Ugarte - Av. 9 de Diciembre/Paseo Colón - Av. Guzmán Blanco - Av. 28 de Julio - Av. Paseo de la República - Av. Miguel Grau - Prolg. Av. San Pablo/Alto de la Alianza - Av. Nicolás Ayllón - Av. Riva Agüero - Av. Inca Garcilazo de la Vega - C. Ollanta - C. Ángel Cepollini - Av. 28 de Noviembre - Av. Nicolás Ayllón - Carretera Central |
| Vuelta Hacia Santa Rosa | Carretera Central - Av. Nicolás Ayllón - Av. 28 de Noviembre - C. Ollanta - Av. Inca Garcilazo de la Vega - Av. Riva Agüero - Av. Nicolás Ayllón - Av. Miguel Grau - Av. 9 de Diciembre/Paseo Colón Av. Paseo de la República - Av. 28 de Julio - Av. Guzmán Blanco - Av. Alfonso Ugarte - Av. Óscar R. Benavides - Jr. Ramón Cárcamo - Av. Argentina - Av. Nicolás Dueñas - Av. Canadá - Av. Perú - Prolg. Av. Perú - Av. Tomás Valle - Av. Elmer Faucett - Av. Néstor Gambetta - Av. La Playa/Acceso a la Ciudad Pachacútec - Carretera A Playa Los Delfines - Av. Acceso A - Av. Caminos del Inca Izquierda - Av. 150 Izquierda - Av. Santa Rosa - Av. Playa Hondable                                                       |

Avenidas y calles donde transita la ruta IO55 por las obras de la Línea 2 en las avenidas 9 de Diciembre/Paseo Colón y Nicolás Ayllón, y actualmente solo dirige hasta el cruce de la Av. Nicolás Ayllón con la Av. México en La Victoria